# Bavette
La bavetta è un tipo di pasta utilizzata tradizionalmente in Liguria, in particolar modo a Genova suo luogo di origine. Fa parte delle paste lunghe a sezione piatta, simile a uno spaghetto schiacciato differisce dalle trenette per dimensione e sezione.
Sono preparate con il tradizionale condimento al pesto, o con condimenti a base di verdure e pesce.